# La Vestale (Spontini)
Pour les articles homonymes, voir La Vestale.
Représentations notables
- Création : théâtre de l'Opéra  avec Madame Branchu en Julia, suivi de 100 représentations

Airs
- O nome tutelar (acte 2)
- Tu che invoco (acte 2)
- Caro oggetto (acte 3)

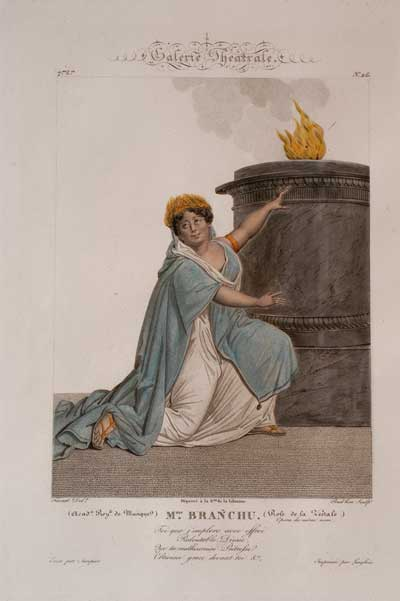
Caroline Branchu (Julia), Paris 1807.

La Vestale est une tragédie lyrique en trois actes de Gaspare Spontini (1774-1851), sur un livret d’Étienne de Jouy.
Composée à Paris pendant l'époque napoléonienne et créée à Paris 15 décembre 1807, puis en version allemande à Vienne en 1810, elle est traduite en italien à Naples, le 8 septembre 1811.
Tout comme la Norma de Bellini, Julia, ayant fait vœu de chasteté, est condamnée à être enterrée vivante après avoir profané le temple de Vesta. Sauvée par un signe des dieux, la Ville fête ce dénouement, rappelant le destin heureux de La Sonnambula.

## Historique
Installé à Paris en 1803, Gaspare Spontini, après avoir donné trois opéras-comiques au Théâtre Feydeau, cherchait un sujet romain pour un grand opéra qui s'accorderait à l'esprit de l'heure, à la nouvelle synthèse entre monarchie et république, entre Ancien régime et Révolution, que Napoléon Ier cherchait à réaliser. Étienne de Jouy lui proposa le livret de La Vestale qui avait déjà été refusé par Étienne Nicolas Méhul et François-Adrien Boïeldieu. Spontini vit le parti qu'il pouvait en tirer et l'accepta.
Comme l'indique de Jouy dans sa préface, le sujet de La Vestale est tiré de textes de Johann Joachim Winckelmann. Il s'inspire également de la tragédie Éricie ou la Vestale de Joseph-Gaspard Dubois-Fontanelle. Le sujet est d'une grande intensité dramatique, mais autorise le déploiement d'une vaste liturgie scénique, et les références romaines, avec aigles, sceptres, soldats et marches triomphales, s'accordent avec la symbolique impériale au prix de quelques anachronismes. On peut ainsi transposer le personnage de Joséphine avec celui de Julia.
Lorsque La Vestale fut donnée à l'Opéra le mardi 15 décembre 1807, l'ouvrage parut incarner de manière presque miraculeuse l'esprit de l'Empire et fit aussitôt sensation. Servi par une distribution brillante, comprenant notamment Madame Branchu en Julia, l'opéra eut près de cent représentations d'affilée. L'Institut de France le déclara meilleur ouvrage lyrique de la décennie. Le dimanche 26 août 1906 à 15 h, une représentation de La Vestale fut donnée au Théâtre des Arènes, à Béziers, devant 30 000 spectateurs selon L'Officiel des Théâtres.
C'est Rosa Ponselle dans les années 1920, par la traduction italienne, qui participera à la redécouverte de l'œuvre. Luchino Visconti met en scène en 1954 à La Scala La Vestale avec Maria Callas dans le rôle titre. Franco Corelli fera ses débuts en tant que Licinius la même année aux côtés de Ebe Stignani.

## Argument
L'histoire se déroule à Rome. Licinius tombe amoureux de Julia, devenue vestale pendant une guerre opposant les Gaulois et les Romains. La Grande Vestale prévient donc Julia des dangers de cet amour. Sachant que Julia doit veiller sur le temple de Vesta, Licinius l'enlève. À l'issue d'un duo d'amour, Cinna accourt pour prévenir Licinius que le peuple viendra punir le couple qui a profané le temple. Julia qui perd connaissance est retrouvée seule à l'autel où elle accepte la punition.
Julia est alors condamnée à être enterrée vivante. Assistant à la scène, Licinius avoue sa faute et implore le Souverain Pontife. Pour sauver Julia, la condition est telle qu'elle doit déposer un voile sur l'autel qui, s'il prend feu, signifiera le pardon des dieux. Alors que Licinius donne l'ordre à l'armée de sauver Julia, la foudre allume le voile et le peuple célèbre leur amour.

## Rôles, tessitures, interprètes de la Première
| Rôles                    | Tessiture     | Distribution de la Première, 15 décembre 1807 Chef d'orchestre: Jean-Baptiste Rey |
| ------------------------ | ------------- | --------------------------------------------------------------------------------- |
| Licinius, Général romain | ténor         | Étienne Lainez                                                                    |
| Cinna, chef de la Légion | ténor         | François Lays ou Lay                                                              |
| Grand Prêtre             | basse         | Henri-Étienne Dérivis                                                             |
| Julia, jeune vestale     | soprano       | Alexandrine-Caroline Branchu                                                      |
| La Grande Vestale        | mezzo-soprano | Marie-Thérèse Maillard                                                            |
| Chef des Aruspices       | basse         | Duparc                                                                            |
| Un consul                | basse         | Martin                                                                            |

## Discographie et vidéographie
- 1951-  Maria Vitale, Elena Nicolai, Renato Gavarini, Alfredo Fineschi, Giuliano Ferrein, Albino Gaggi - Coro e Orchestra della RAI di Roma, Fernando Previtali (Warner Foni, version italienne)
- 1954 -  Maria Callas, Ebe Stignani, Franco Corelli, Enzo Sordello, Nicola Rossi-Lemeni - Milano, Teatro alla Scala, Antonino Vitto (Warner Classics, version italienne)[2]
- 1964 - Julia - Renée Mazella, La Grande Vestale - Micheline Grancher, Licinius - Jean Mollien, Cinna - Joseph Peyron, Le Grand Pontife - André Vessières, direction musicale : Jean Paul Kreder et l'orchestre de l'ORTF - Version française. Réédition en CD en 2004 sous le label "Le Chant du monde".
- 1969 - Giulia - Leyla Gencer, Gran Vestale - Franca Mattiucci, Licinius - Robleto Merolla, Cinna - Renato Bruson, Grande Vestale - Agostino Ferrin, Un Console - Enrico Campi, Aruspice - Sergio Sisti, direction musicale : Fernando Previtali - orchestre et chœurs du Teatro Massimo di Palermo - Version italienne.
- 1970 - Giulia - Renata Scotto, Gran Vestale - Oralia Dominguez, Licinius - Franco Tagliavini, Cinna - Mirto Picchi, Grande Vestale - Graziano Del Vivo, Aruspice - Giorgio Giorgetti, direction musicale : Vittorio Gui, orchestre et chœur du  Maggio Musicale Fiorentino, Nuova Era, version italienne

- 1974 -  Julia - Gundula Janowitz, La Grande Vestale - Ruza Baldani, Licinius - Gilbert Py, Cinna - Giampaolo Corradi, Le Grand Pontife - Agostino Ferrin, Le Chef des Auspices - Alfredo Colella, Un Console - Giovanni Sciarpeletti, direction musicale : Jesús López Cobos, orchestre et chœur de la RAI Roma, Version française
- 1993 - Julia - Karen Huffstodt, La Grande Vestale - Denyce Graves, Licinius - Anthony Michaels-Moore, Cinna - J Patrick Raftery, Le Grand Pontife - Dimitri Kavrakos, Le Chef des Auspices - Aldo Bramante - Direction musicale: Riccardo Muti, chœur et orchestre du Teatro alla Scala, Sony Classical - Version française
- 2002 - Julia - Jane Eaglen, Licinius - John Hudson, Cinna - Andrew Rees, Grand Vestal - Anne-Marie Owens, High Priest - Gerard O'Connor, Soothsayer - Andrew Tinkler, Consul - Edward Caswell, direction musicale : David Parry, chœurs et orchestre de l'ENO - Version anglaise.

- 2023 -  Marina Rebeka (Julia), Stanislas de Barbeyrac (Licinius), Tassis Christoyannis (Cinna), Aude Extrémo (La Grande Vestale), Nicolas Courjal (Le Grand Pontife), David Witczak (Un Consul, le Chef des Haruspices), Chœur de la Radio flamande, Les Talens Lyriques, Direction musicale : Christophe Rousset - Orchestre d'instruments d'époque -  Livre disque Palazzetto Bru Zane - enregistré en studio en juin 2022, sortie en mai 2023 -  Version française.